# Наан (блюдо)
Наа́н (хинди नान nān от перс. نان‎ nān) — пшеничная лепёшка, блюдо индийской национальной кухни. Широко распространен в Афганистане, Иране, Непале, Пакистане, Таджикистане, Узбекистане и прилегающих регионах. В тюркских языках (например, казахском, кыргызском, узбекском, уйгурском и т. д.) хлеб называют нан (заимствование из персидского).
Основу лепёшки составляет дрожжевое пшеничное тесто. В качестве начинки могут использоваться различные добавки вроде фарша из баранины, овощей, сыра или картофеля. Из приправ и пряностей используются тмин, чеснок, кевра, изюм.

## Разновидности

### Индонезия
В Индонезии наан популярен в индонезийском и арабском индонезийском сообществах, а также в малайском, ачехском и минангкабау — с другими вариантами роти, такими как роти-чанаи. Это блюдо, обычно известное как роти-наан или роти-нан, готовится с использованием индонезийских специй, таких, как чеснок с местными приправами.

## Галерея

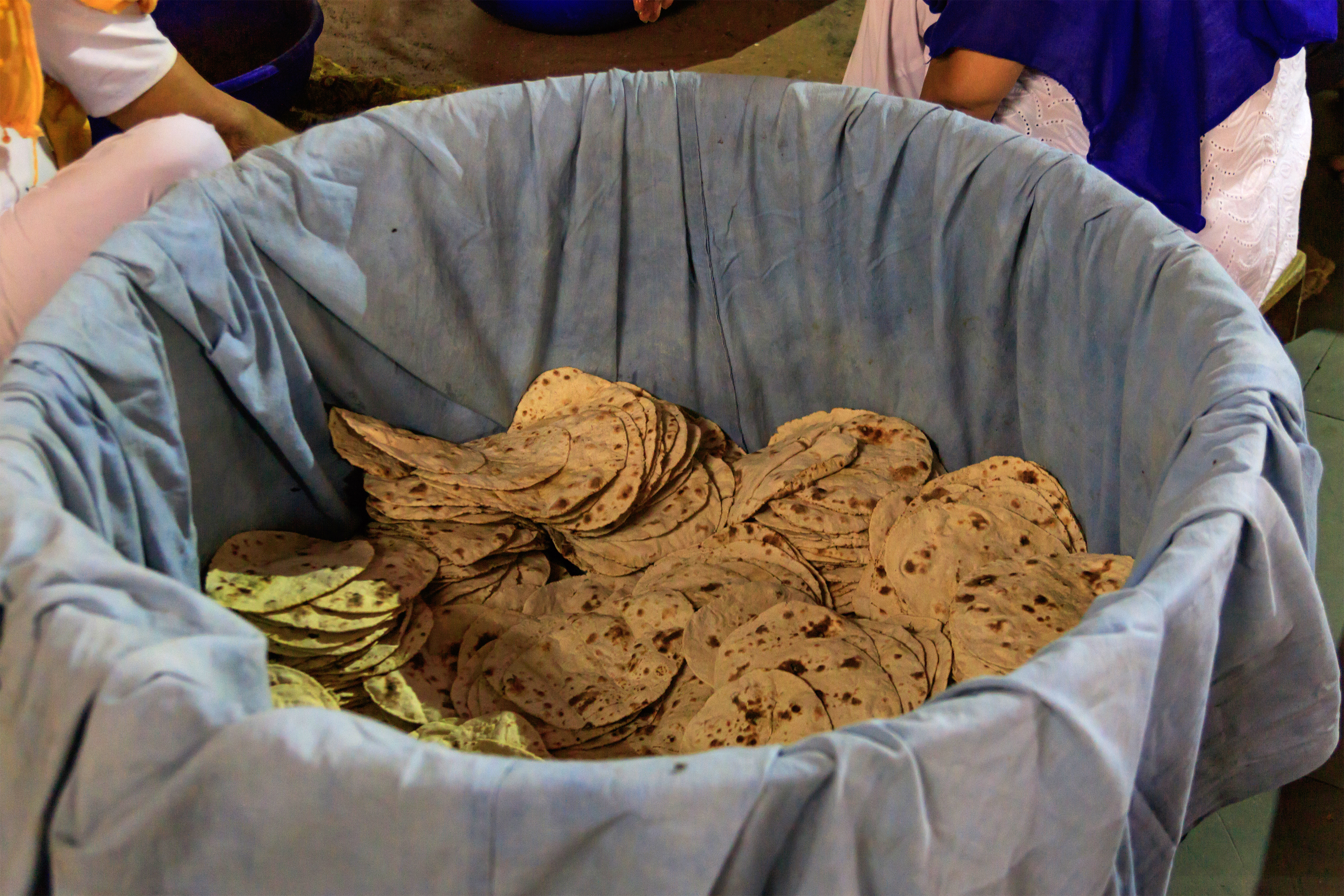
Индийские лепёшки наан
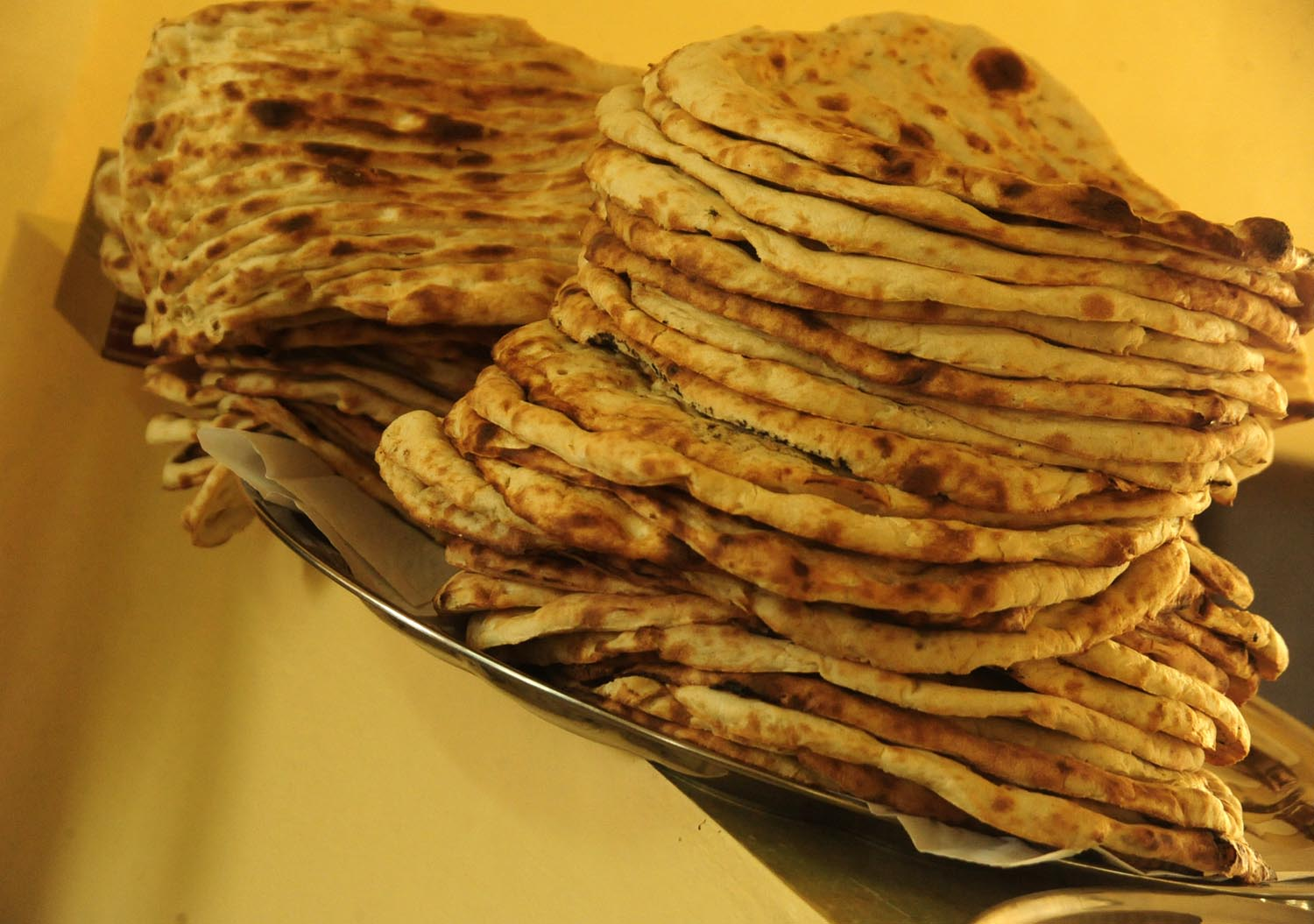
Афганский наан
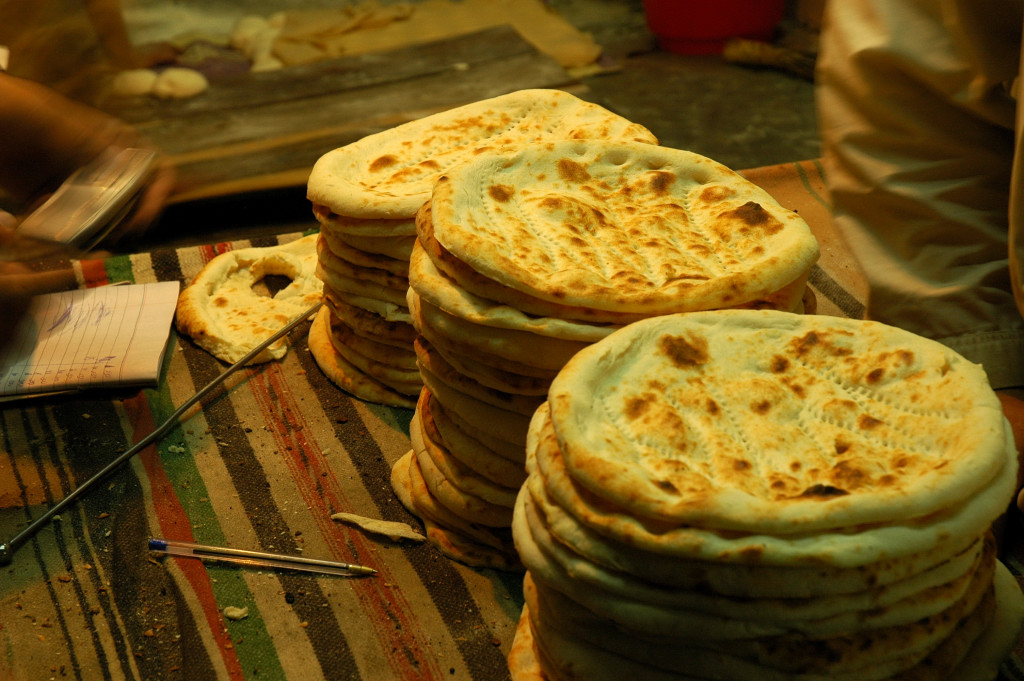
Наан, недавно приготовленный в тандыре в Карачи, Пакистан
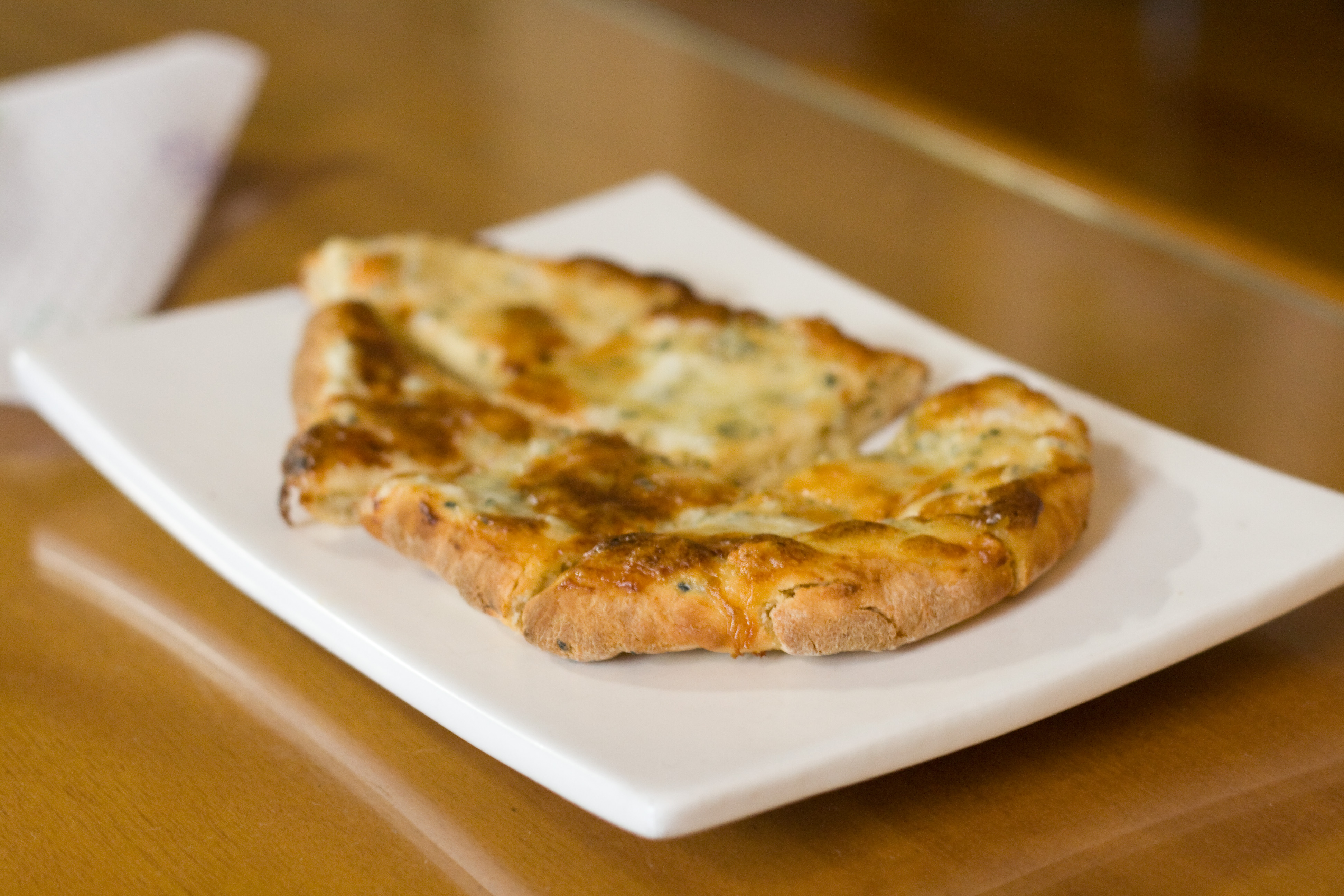
Сырный наан
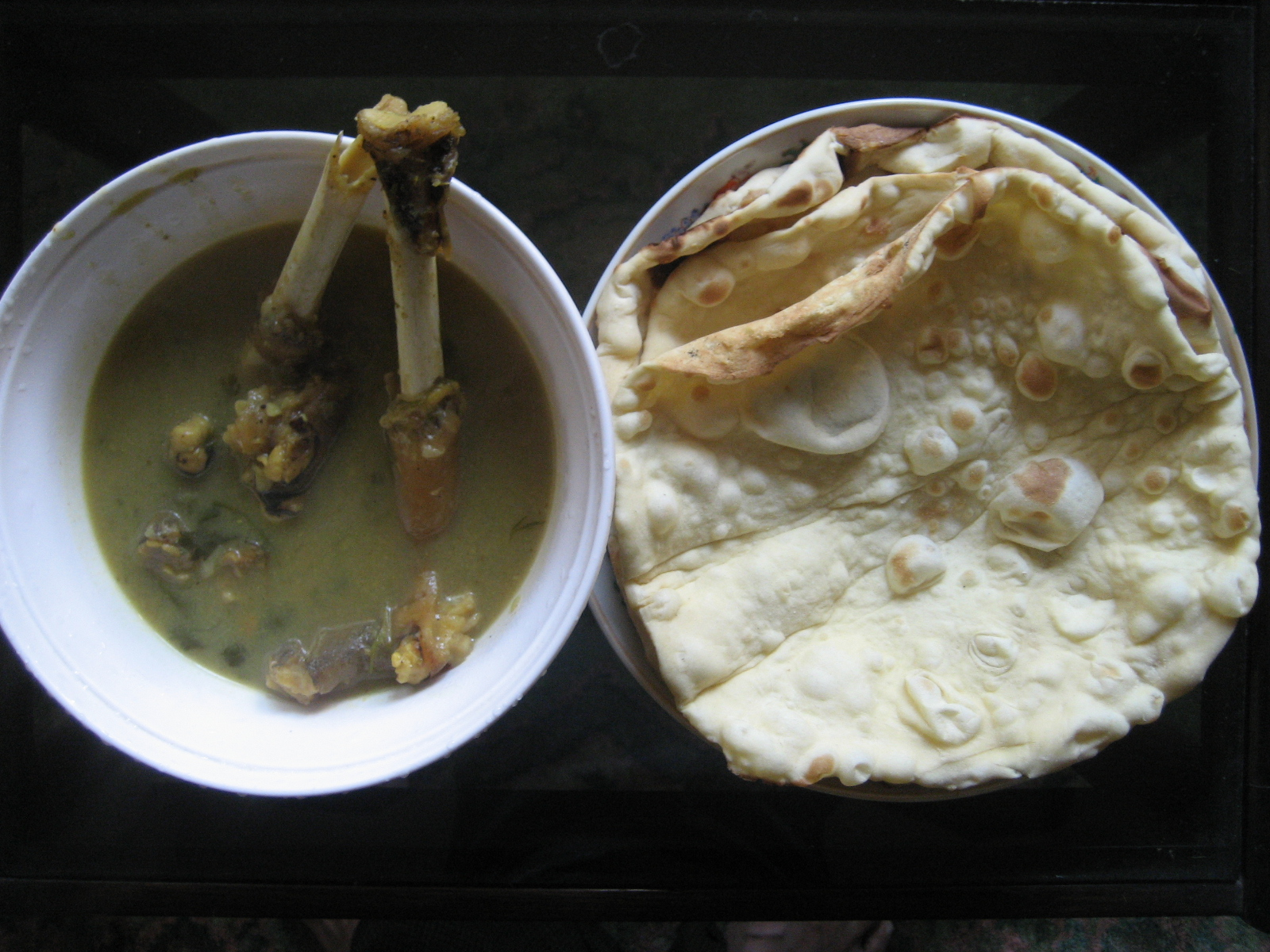
Наан пая с супом (с бараниной), иногда подаётся на завтрак в Мьянме
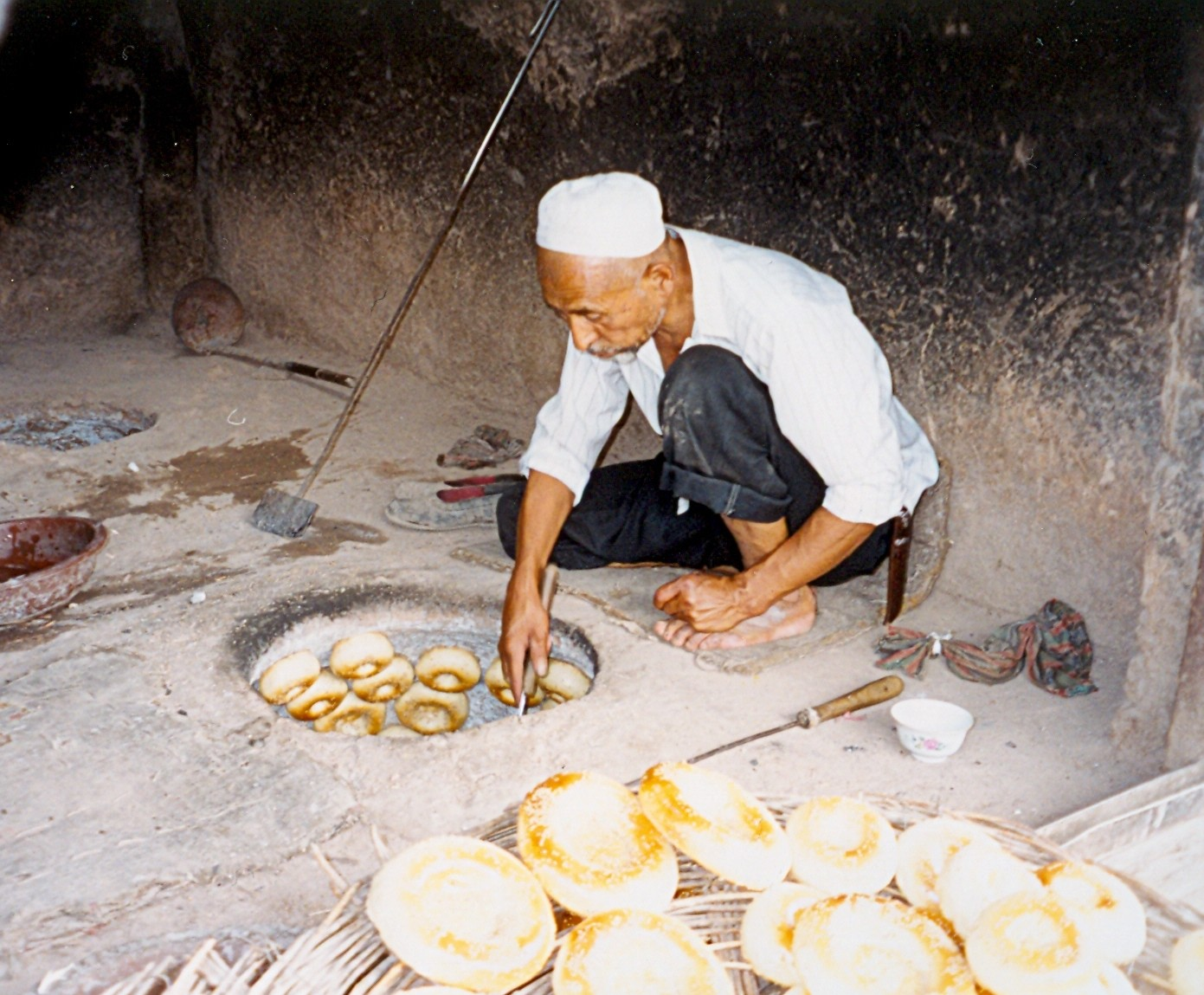
Уйгурский наан в Кашгаре
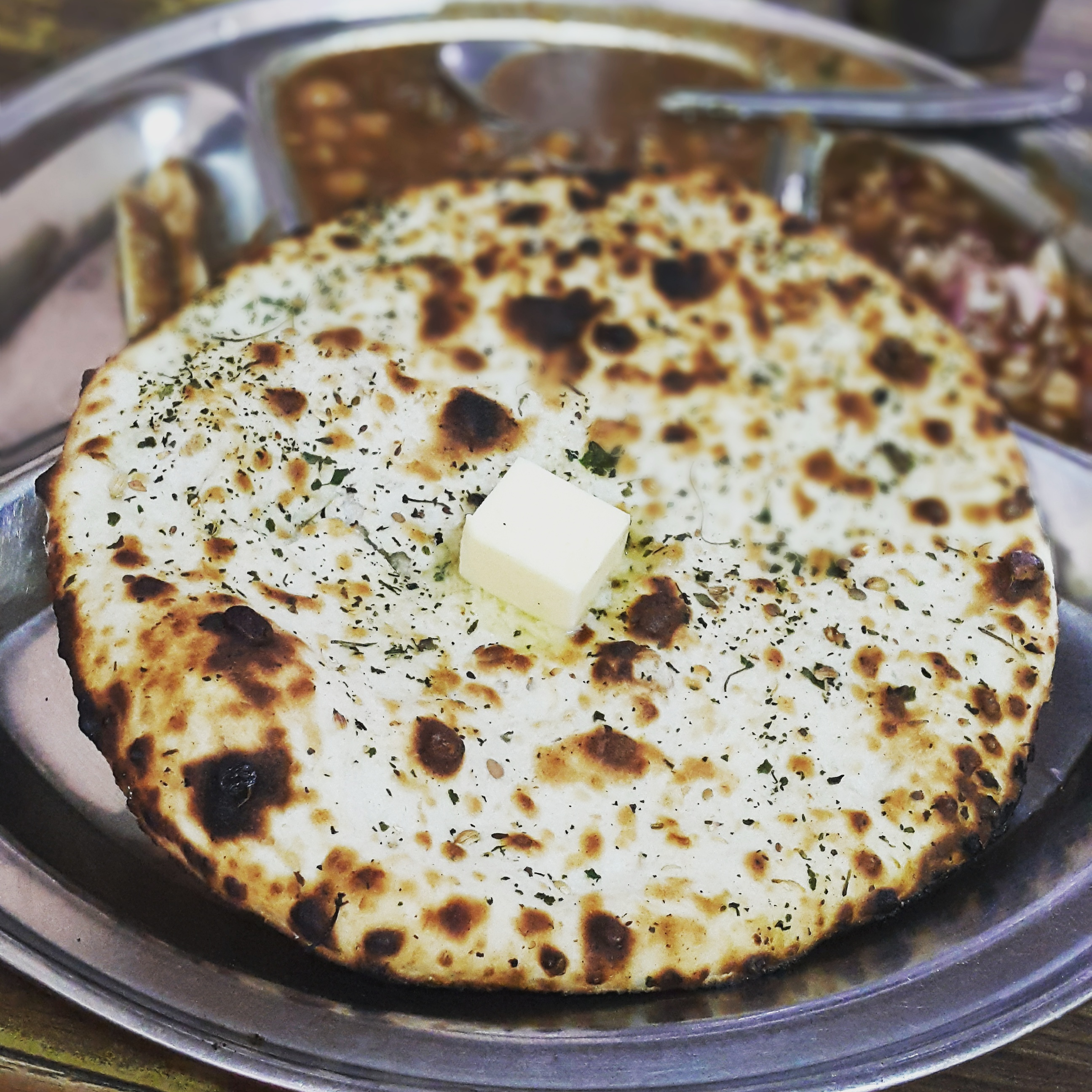
Фаршированный тандури наан
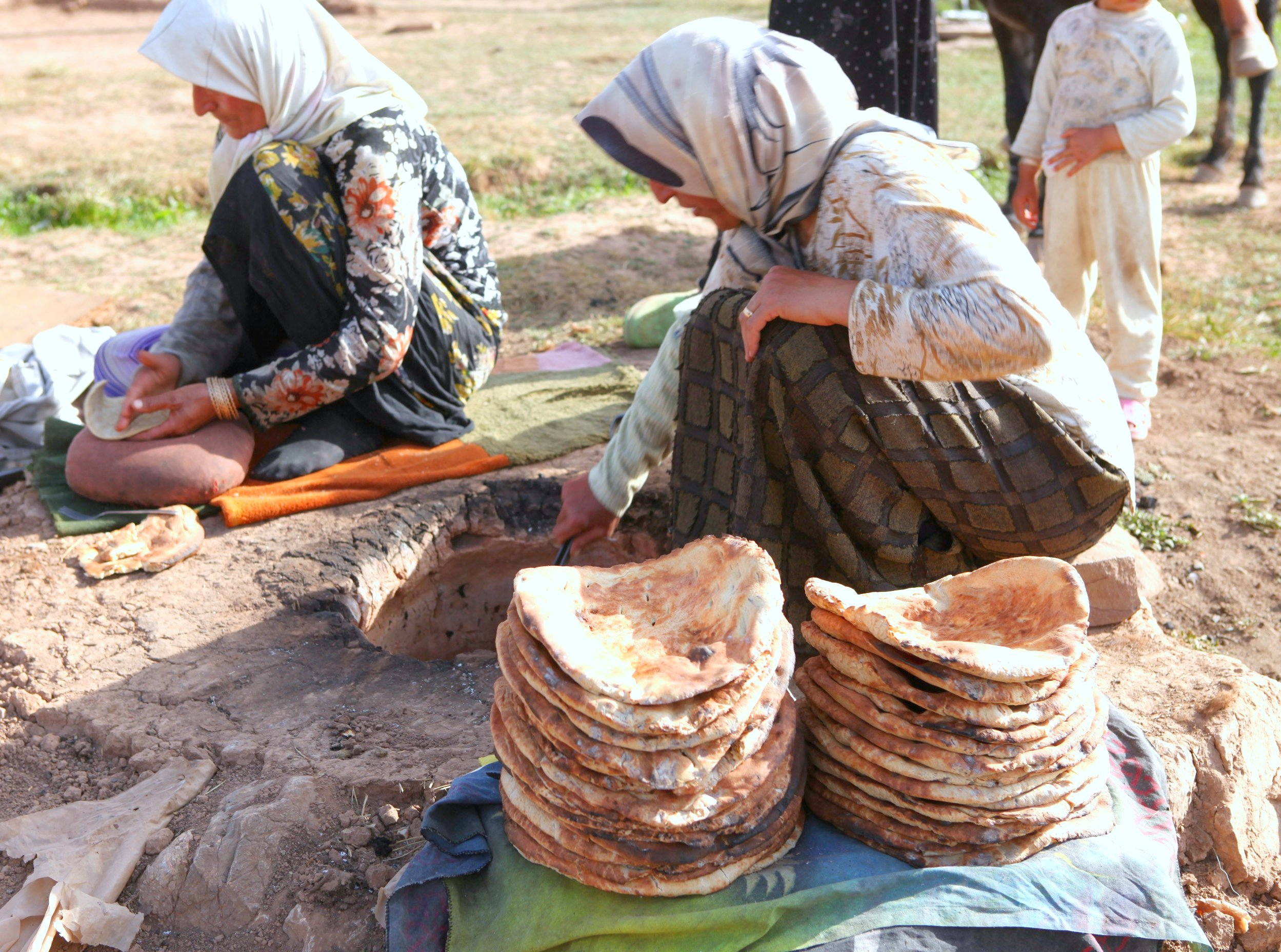
Нан в Иране
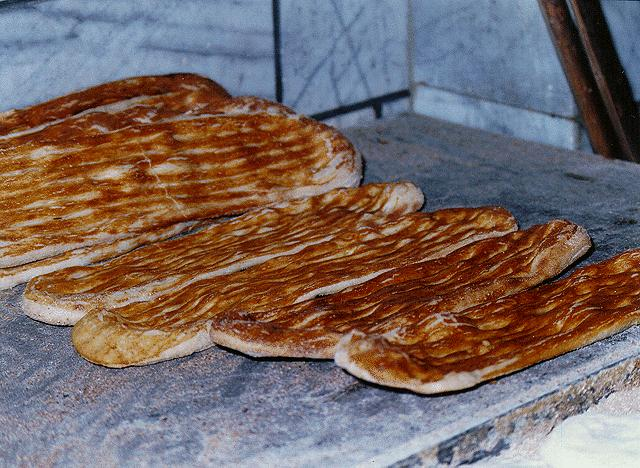
Хлеб барбари в Иране
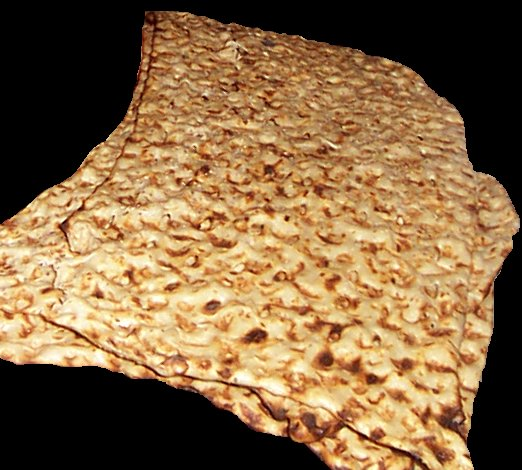
Сангак в Иране
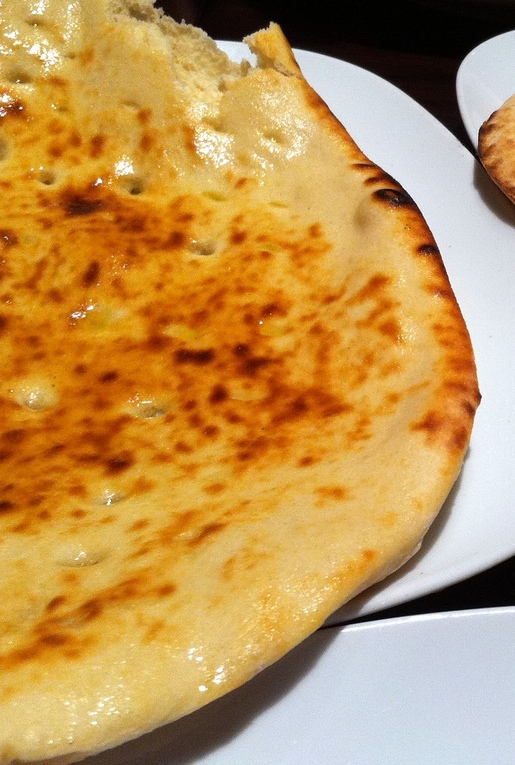
Хлеб тафтан в Иране
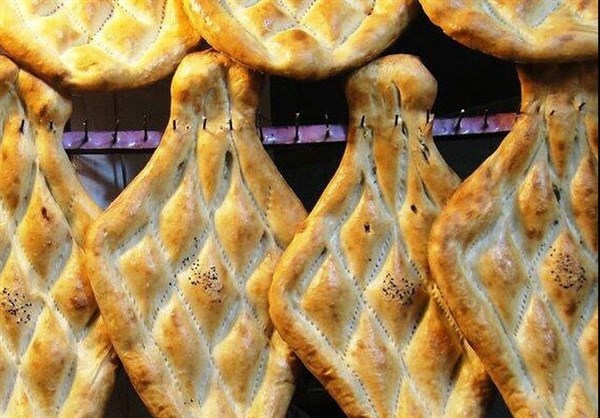
Нан в Кабуле, Афганистан
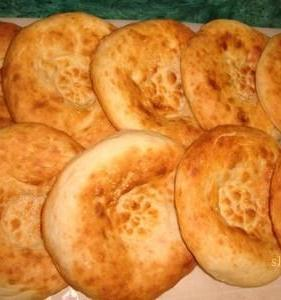
Нан в Мазари-Шарифе, Афганистан
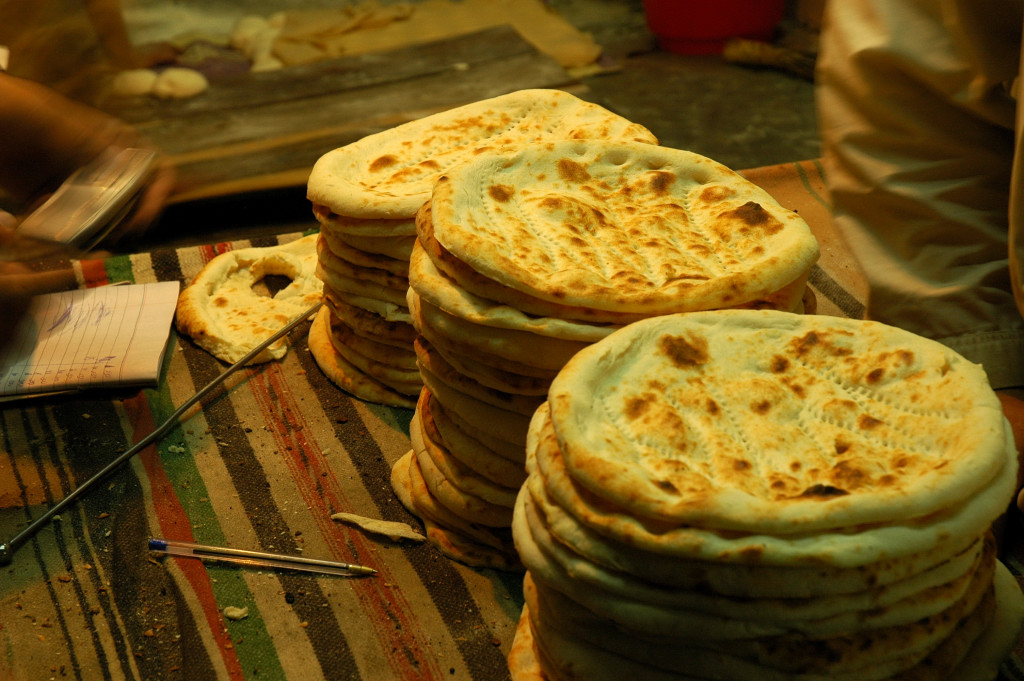
Свежеприготовленный наан в тандыре в Карачи, Пакистан
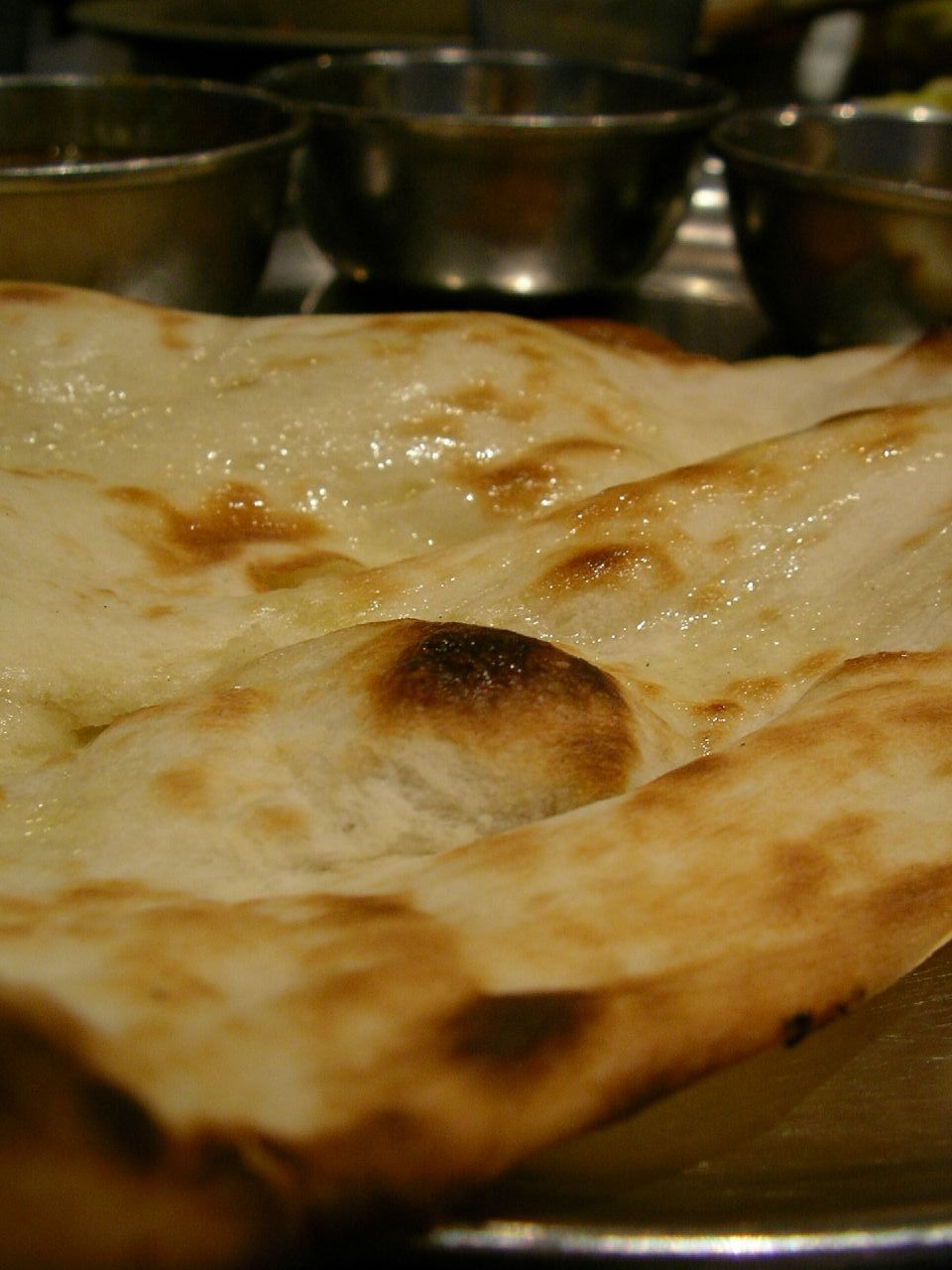
Индийский наан
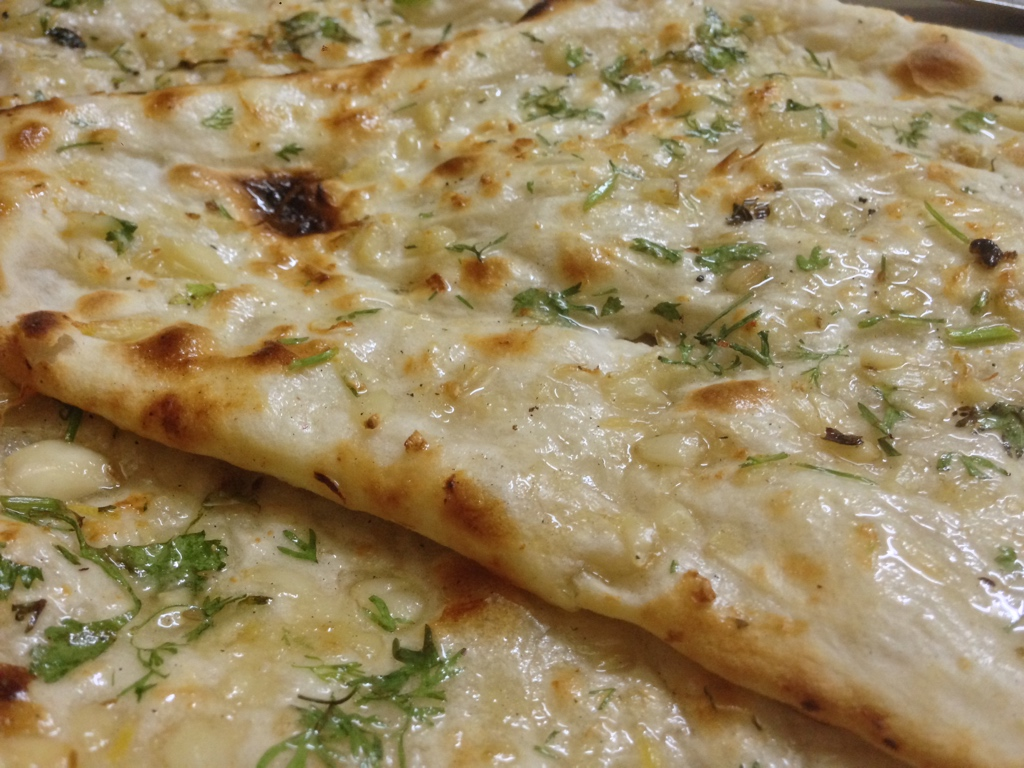
Наан с маслом и чесноком
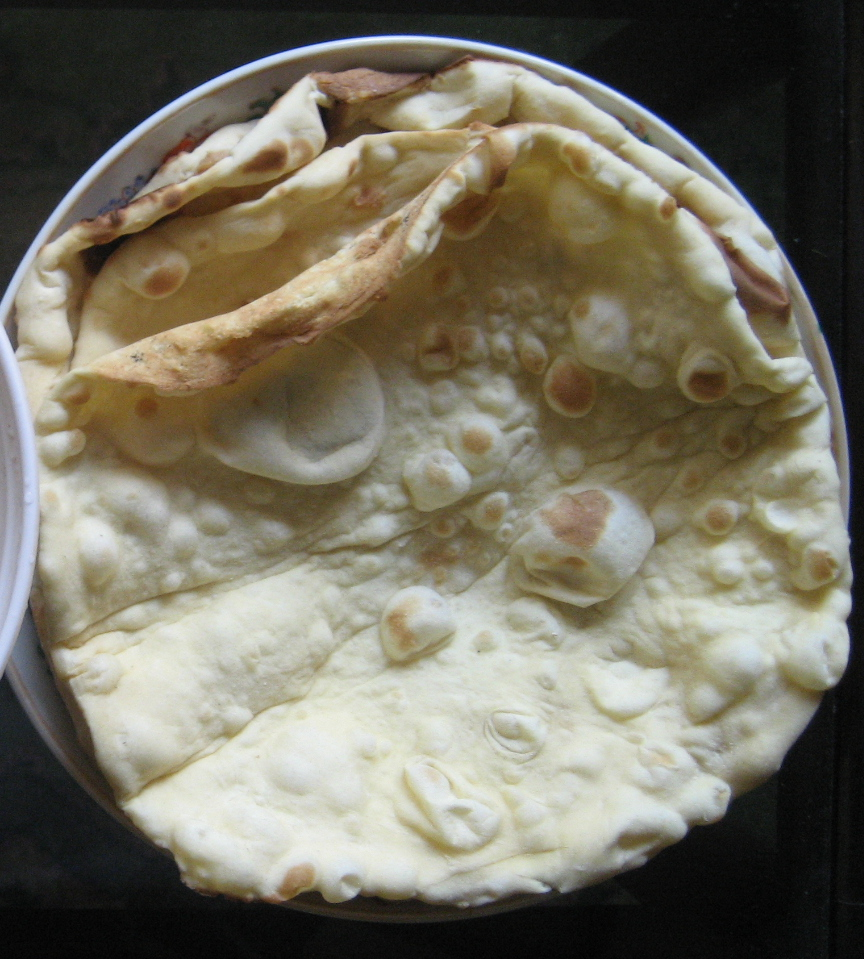
Бирманский нан бия